# Les Nymphéas (Philolaos)
Pour les articles homonymes, voir Nymphéa.
Les Nymphéas est une sculpture monumentale de Philolaos. C'est l'une des œuvres d'art de la Défense, en France.

## Description
L'œuvre prend la forme de deux sculptures monumentales ornant deux fontaines dans un bassin. La forme florale de ces œuvres fait écho aux Nymphéas de Claude Monet.

## Historique
L'œuvre est installée en 1989.